# José Luis Martínez Gil
José Luis Martínez Gil, OH (Villalba de la Lampreana, 5 de septiembre de 1943-Madrid, 12 de mayo de 2024) fue un misionero, escritor e historiador español. Experto en san Juan de Ávila,y en san Juan de Dios.

## Biografía
Nació el 5 de septiembre de 1943 en la localidad zamorana de Villalba de la Lampreana. Se doctoró en Teología en la Universidad Pontificia de Salamanca con su tesis que publicó en 2002, San Juan de Dios: fundador de la Fraternidad Hospitalaria: Consolidación de la Fraternidad según documentos inéditos, 1534-1619.
Desarrolló su labor misionera en Argentina, Bolivia y Perú. Posteriormente trabajó durante gran parte de su vida en la farmacia del Vaticano. Fue enfermero personal del papa Juan Pablo II. Tras su jubilación, investigó en el Archivo Secreto Vaticano, donde entre otras cosas, realizó la transcripción  del manuscrito del proceso de beatificación de san Juan de Ávila. En Roma obtuvo el título de diplomado en Archivística en la Escuela Vaticana de Paleografía, Diplomática y Archivística.
Fue Académico de la Real Academia de la Historia.

## Publicaciones
- San Juan de Dios, fundador de la Orden Hospitalaria, Madrid, Hermanos de San Juan de Dios, Curia Provincial, 2015, 459 pp.; ISBN: 9788460817079.
- Iconos de hospitalidad de los Hermanos Hospitalarios de San Juan de Dios (1536-2011), Madrid, Orden Hospitalaria, 2011, 2 vol. ISBN: 9788471337993.
- Antón Martín: pionero del voluntariado social: vida del hermano Antón Martín de Dios, primer compañero de san Juan de Dios, confundador de la Orden Hospitalaria y pionero del voluntariado social en Madrid, Madrid, Biblioteca de Autores Cristianos, 2009, XXXVI, 344 pp., ISBN: 9788422014409.[6]
- Proceso de beatificación de San Juan de Dios, Madrid, Biblioteca de Autores Cristianos, 2006, XXVII, 1442 pp., ISBN: 9788479148607.[8]
- Con Manuel Gómez Ríos, Proceso de beatificación del Maestro Juan de Ávila, Madrid, Biblioteca de Autores Cristianos, 2004, LIII, 923 pp., ISBN: 8479147059.[7]
- San Juan de Dios: fundador de la Fraternidad Hospitalaria: Consolidación de la Fraternidad según documentos inéditos, 1534-1619, Madrid, Biblioteca de Autores Cristianos, 2002, LIII, 607 pp., ISBN: 8479146141.